# Liste der Mitglieder der American Academy of Arts and Sciences/1902
Im Jahr 1902 wählte die American Academy of Arts and Sciences 25 Personen zu ihren Mitgliedern.

## Neu gewählte Mitglieder
- Arthur James Balfour (1848–1930)
- Emil Adolph von Behring (1854–1917)
- Alfred Edgar Burton (1857–1935)
- Harry Ellsworth Clifford (1866–1952)
- Luigi Cremona (1830–1903)
- Friedrich Delitzsch (1850–1922)
- Samuel Rawson Gardiner (1829–1902)
- Arthur Twining Hadley (1856–1930)
- Heinrich Oscar Hofman (1852–1924)
- Victor Alexander Haden Horsley (1857–1916)
- Theodore Hough (1865–1924)
- Thomas Augustus Jaggar (1871–1953)
- Edwin Ray Lankester (1847–1929)
- William Edward Hartpole Lecky (1838–1903)
- Morris Hicky Morgan (1859–1910)
- John Morley (1838–1923)
- Hugo Münsterberg (1863–1916)
- Herbert Putnam (1861–1955)
- Frederic Jesup Stimson (1855–1943)
- Edward Henry Strobel (1855–1908)
- Joseph John Thomson (1856–1940)
- Harry Walter Tyler (1863–1938)
- Julius Ferdinand von Hann (1839–1921)
- Francis Henry Williams (1852–1936)
- Edmund Beecher Wilson (1856–1939)